# Корейська Народна Республіка
38°19′00″ пн. ш. 127°14′00″ сх. д. / 38.316666666667° пн. ш. 127.23333333333° сх. д.

Коре́йська Народна Республика (кор. 조선인민공화국, 조선인민공화국, Чосон Інмін Конхвагук) — держава, яка недовго існувала на Корейському півострові у період між капітуляцією Японської імперії та створенням окупаційними адміністраціями Радянської зони окупації Кореї та американського військового уряду у Кореї та лояльних до них органів влади.